# تيمو سالونين
تيمو سالونين (بالفنلندية: Timo Salonen) مواليد 8 أكتوبر 1951 في هلسنكي، هو سائق راليات فنلندي سابق بدأ مسيرته في سنة 1974. كان أول رالي له هو رالي فنلندا 1974. هو أحد أبطال بطولة العالم للراليات. فاز بـ 11 سباق رالي. صعد على المنصة 24 مرة خلال مسيرته.

## سجل الفوز
- رالي كندا 1977
- رالي السويد 1987

## فرق مثلها
- فيات كرايسلر
- داتسون
- نيسان موتورز
- ميتسوبيشي

## روابط خارجية
- تيمو سالونين على موقع Rallye-info.com (الإنجليزية)
- تيمو سالونين على موقع eWRC-results.com (الإنجليزية)